# ハワイ・ベルトロード

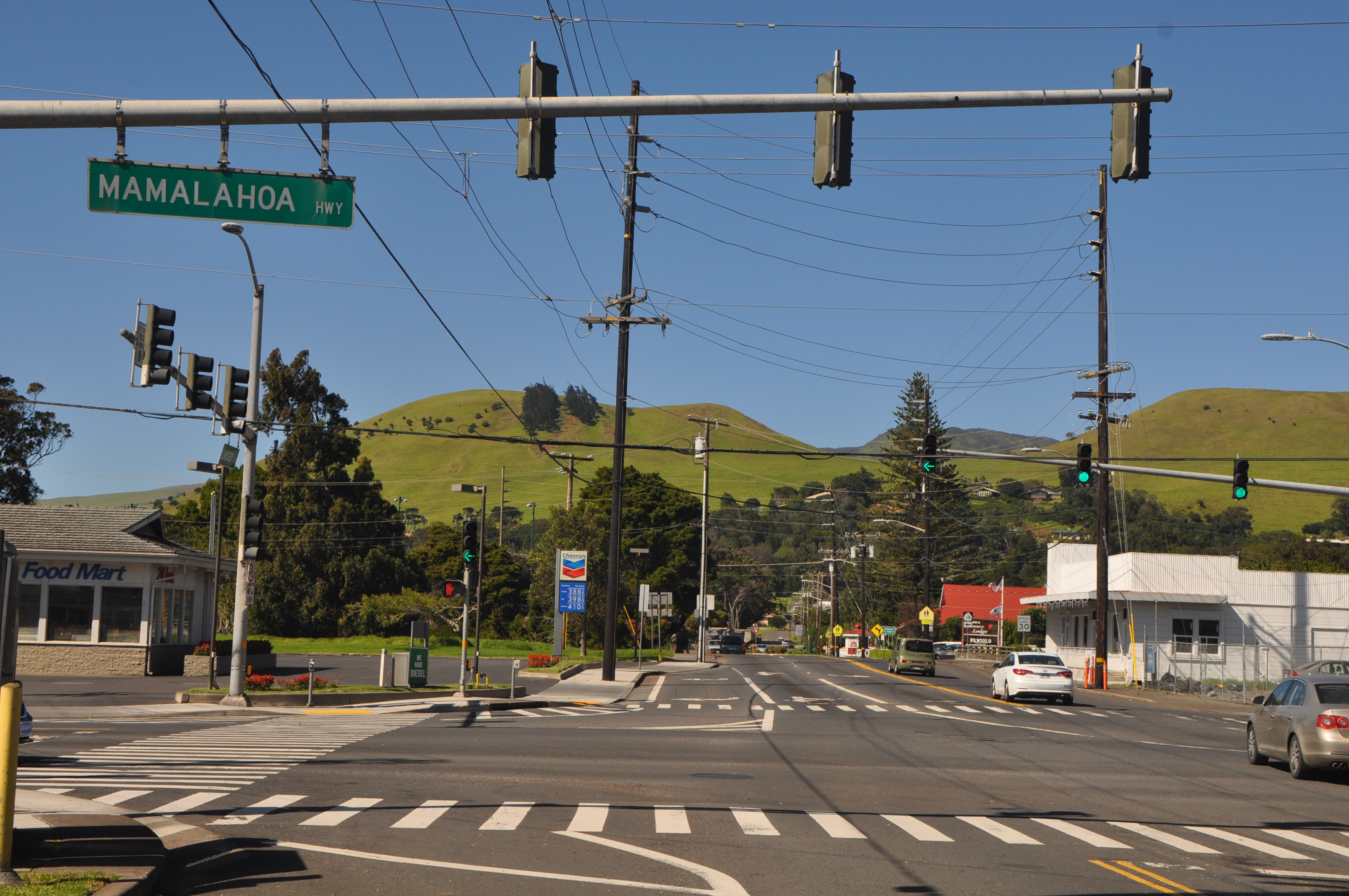
道路標識「マーマラホア・ハイウェイ」があるハワイ州道19号線上からハワイ州道250号線の起点を見る（ワイメアで）

ハワイ・ベルトロード（英語: Hawaii Belt Road）はアメリカ合衆国ハワイ州の最大の島であるハワイ島にある道路で、海岸線に沿って島を一周している。以前はマーマラホア・ハイウェイ（Māmalahoa Highway）と呼ばれた道で、カメハメハ大王の頃に建設開始したといわれている。

## 構成
現在では、州道として次のように構成されている:
- ハワイ州道11号線 (南周り)
- ハワイ州道19号線 (北回り、マカイ makai 海側)
- ハワイ州道190号線 (北回り、マウカ mauka 山側)

ハワイ島の主要都市、特に東西二つの都市、ヒロとカイルア・コナを結ぶ道路となっている。　　これらとは別に、最近ハワイ州道200号線が整備されて、二都市を結ぶ最短路線の一部になっている。

## カメハメハ・アベニュー
ハワイ島東部のヒロでは、ハワイ湾へ向かうバニアン・ドライブ（Bunyan Drive）の起点で、北へ向かうハワイ州道19号線は海岸通りのカメハメハ・アベニュー（Kamehameha Avenue）と呼ばれ、南へ向かうハワイ州道11号線はカノエレフア・アベニュー（Kanoelehua Avenue）と呼ばれ「プリンス・クヒオ・プラザ」などのショッピングセンターがある。

## クイーン・カアフマヌ・ハイウェイ
ハワイ島西部のカイルア・コナでは、ハワイ・ベルトロードを構成するハワイ州道11号線の極く一部と、ハワイ州道19号線のカイルア・コナからコナ国際空港を通りカワイハエまでは広く改修されて、カアフマヌ女王を記念するクイーン・カアフマヌ・ハイウェイと呼ばれている。これはコナ国際空港からカイルア・コナへ至る、およびサウス・コハラ地区の各種リゾート・ホテルへ至る主要道路である。また毎年トライアスロンのアイアンマン世界選手権大会の自転車競技は、この道路をおもに利用している。

## 参照
1. ↑   Drive North or South route Kona-Hilo? (英語)